# Бунешть (комуна, Брашов)
Бунешть, Бунешті (рум. Bunești) — комуна у повіті Брашов в Румунії. До складу комуни входять такі села (дані про населення за 2002 рік):
- Бунешть (726 осіб) — адміністративний центр комуни
- Віскрі (462 особи)
- Кріц (657 осіб)
- Мешендорф (344 особи)
- Роадеш (287 осіб)

Комуна розташована на відстані 202 км на північний захід від Бухареста, 65 км на північний захід від Брашова, 134 км на південний схід від Клуж-Напоки.

## Населення
За даними перепису населення 2002 року у комуні проживали 2476 осіб.
Національний склад населення комуни:
| Національність   | Кількість осіб | Відсоток |
| ---------------- | -------------- | -------- |
| румуни           | 1629           | 65,8%    |
| цигани           | 672            | 27,1%    |
| німці            | 97             | 3,9%     |
| угорці           | 72             | 2,9%     |
| росіяни-липовани | 2              | 0,1%     |

Рідною мовою назвали:
| Мова      | Кількість осіб | Відсоток |
| --------- | -------------- | -------- |
| румунська | 2324           | 93,9%    |
| німецька  | 83             | 3,4%     |
| угорська  | 50             | 2,0%     |
| циганська | 14             | 0,6%     |
| російська | 1              | < 0,1%   |

Склад населення комуни за віросповіданням:
| Релігія                                       | Кількість осіб | Відсоток |
| --------------------------------------------- | -------------- | -------- |
| православні                                   | 2256           | 91,1%    |
| адвентисти                                    | 44             | 1,8%     |
| лютерани                                      | 40             | 1,6%     |
| лютерани (Синодально-пресвітеріанська церква) | 28             | 1,1%     |
| римо-католики                                 | 27             | 1,1%     |
| лютерани (Аугсбурзького сповідання)           | 24             | 1,0%     |
| унітарії                                      | 18             | 0,7%     |
| реформати                                     | 17             | 0,7%     |
| п'ятдесятники                                 | 16             | 0,6%     |
| греко-католики                                | 2              | 0,1%     |
| баптисти                                      | 1              | < 0,1%   |
| не вказали релігію                            | 3              | 0,1%     |

## Зовнішні посилання
- Дані про комуну Бунешть на сайті Ghidul Primăriilor [Архівовано 19 січня 2013 у Wayback Machine.]